# Jonathan Blanes
Jonathan Blanes Núñez (Paysandú, Uruguay, 10 de marzo de 1987) es un exfutbolista uruguayo que jugaba como volante ofensivo o Delantero.

## Carrera

### Racing de Montevideo
Blanes debutó con la camiseta de Racing de Montevideo en 2007. En la escuelita jugó hasta 2009.

### Atlético Tucumán
En 2009 dio una salto en su carrera, al tener  su primera experiencia en el extranjero,  cuando viajó a Argentina para sumarse a Atlético Tucumán de la Primera División Argentina. En el decano jugó una temporada, antes de volver a su país.

### Liverpool
Luego de su paso por el fútbol argentino, volvió a Montevideo para jugar en Liverpool.

### Juventud de Las Piedras
En la temporada 2012/13 llegó al recién ascendido, Juventud de Las Piedras. En su primera temporada con el juve terminó muy cerca de clasificación a la Copa Sudamericana. Jugó en el equipo pesrense hasta el 2014.

### River de Uruguay
En la segunda mitad de 2014 es transferido a River de Uruguay. Con el darsenero terminó tercero en su primera temporada y clasificó a la Copa Libertadores. Jugó en River hasta 2017, cuando se retiró del fútbol.

## Clubes
| Club                    | País      |
| ----------------------- | --------- |
| Racing de Montevideo    | Uruguay   |
| Atlético Tucumán        | Argentina |
| Liverpool               | Uruguay   |
| Juventud de Las Piedras | Uruguay   |
| River de Uruguay        | Uruguay   |